# روابط صربستان و عراق
روابط عراق و صربستان روابط خارجی بین عراق و صربستان است. عراق دارای سفارت در بلگراد ،  و صربستان دارای سفارت در بغداد است. 
در قرن اخیر، روابط بین عراق و صربستان عمدتاً از تجارت نظامی تشکیل شده است. در سال ۲۰۱۰، ووک یرمیچ، وزیر امور خارجه صربستان، پس از گفتگو با نوری المالکی، نخست وزیر عراق، گفت که صربستان و عراق موضع مشترکی در مورد قوانین بین المللی و مسائل مربوط به تمامیت ارضی و حاکمیت دارند. 
هر دو کشور بخشی از امپراتوری عثمانی بودند.

## تاریخچه

### روابط یوگسلاوی با عراق دوران بعث
دولت یوگسلاوی از زمانی که صدام حسین به قدرت رسید در عراق حضور گسترده ای در زمینه مهندسی و فناوری در کشورش ایجاد کرد.   پس از تهاجم سال ۲۰۰۳ به عراق ، تحلیلگران نظامی غربی به نقشه ها و توصیه های مهندسان سابق شرکت صربی که اکنون از بین رفته  شرکت Aeroinzenjering، که سنگرهای زیرزمینی صدام حسین را همراه با بسیاری از فرودگاه ها در عراق تا دهه ۱۹۸۰ ساخته بود، اشاره کردند. 
بعدها، در دهه ۱۹۹۰، زمانی که یوگسلاوی توسط تحریم‌های بین‌المللی منزوی شد، یوگویمپورت مستقر در بلگراد، مقر حزب بعث را در بغداد به همراه پنج سنگر زیرزمینی دیگر برای صدام حسین طراحی و ساخت. نقشه‌های یوگویمپورت از سنگرهایی که حسین و وفاداران در طول تهاجم ایالات متحده در آن پنهان شده بودند به اندازه‌ای ارزش داشت که با شروع تهاجم به ایالات متحده تحویل داده شدند. 
در سال ۱۹۹۹، در جریان بمباران ناتو به یوگسلاوی، شایعه‌ای توسط رسانه‌ها مطرح شد که گفته می‌شد اسلوبودان میلوشویچ صربستان و صدام حسین درباره یک اتحاد نظامی محتاطانه مذاکره کرده‌اند که توانایی آنها را برای سرپیچی از غرب و مقاومت در برابر حملات بمباران متفقین، همراه با پشتیبانی کم، افزایش می‌دهد. بر اساس گزارش های لندن از روسیه و چین . 

### تصرف بوکا استار
در سال ۲۰۰۲، یک کشتی یوگسلاوی به نام بوکا استار ، متعلق به یک مونته نگرویی به نام مارکو بالیچ، پس از اعلام خبر ارسال محموله بزرگ سلاح به عراق توسط نیروی دریایی ایالات متحده توقیف شد. جمهوری فدرال یوگسلاوی یکی از تنها کشورهای جهان بود که در طول تحریم ها علیه عراق و رژیم حسین، به ارسال محموله های نظامی به عراق ادامه داد.  این محموله درست یک سال قبل از حمله به عراق در سال ۲۰۰۳ انجام شد.

### تجارت
در مارس ۲۰۰۸، صربستان قراردادی به ارزش ۲۳۵ میلیون دلار برای صادرات سلاح و تجهیزات نظامی به عراق امضا کرد.  این قرارداد شامل تحویل ۲۰ فروند هواپیمای لاستا ۹۵ به نیروی هوایی عراق بود،  که همه آنها تا اوایل سال ۲۰۱۲ تحویل داده شدند.  این اطلاعات توسط وزیر دفاع صربستان دراگان شوتانواچ ارائه شده است.  دو کشور همچنین تمایل خود را برای تقویت روابط دفاعی، که احتمالاً شامل تولید تسلیحات مشترک می‌شود، اعلام کردند. 